# Ilhéus Secos
Os Ilhéus Secos ou Ilhéus do Rombo são ilhéus situados no grupo de Sotavento do arquipélago do Cabo Verde. Os ilhéus não são habitados e encontram-se classificados como reserva natural protegida.

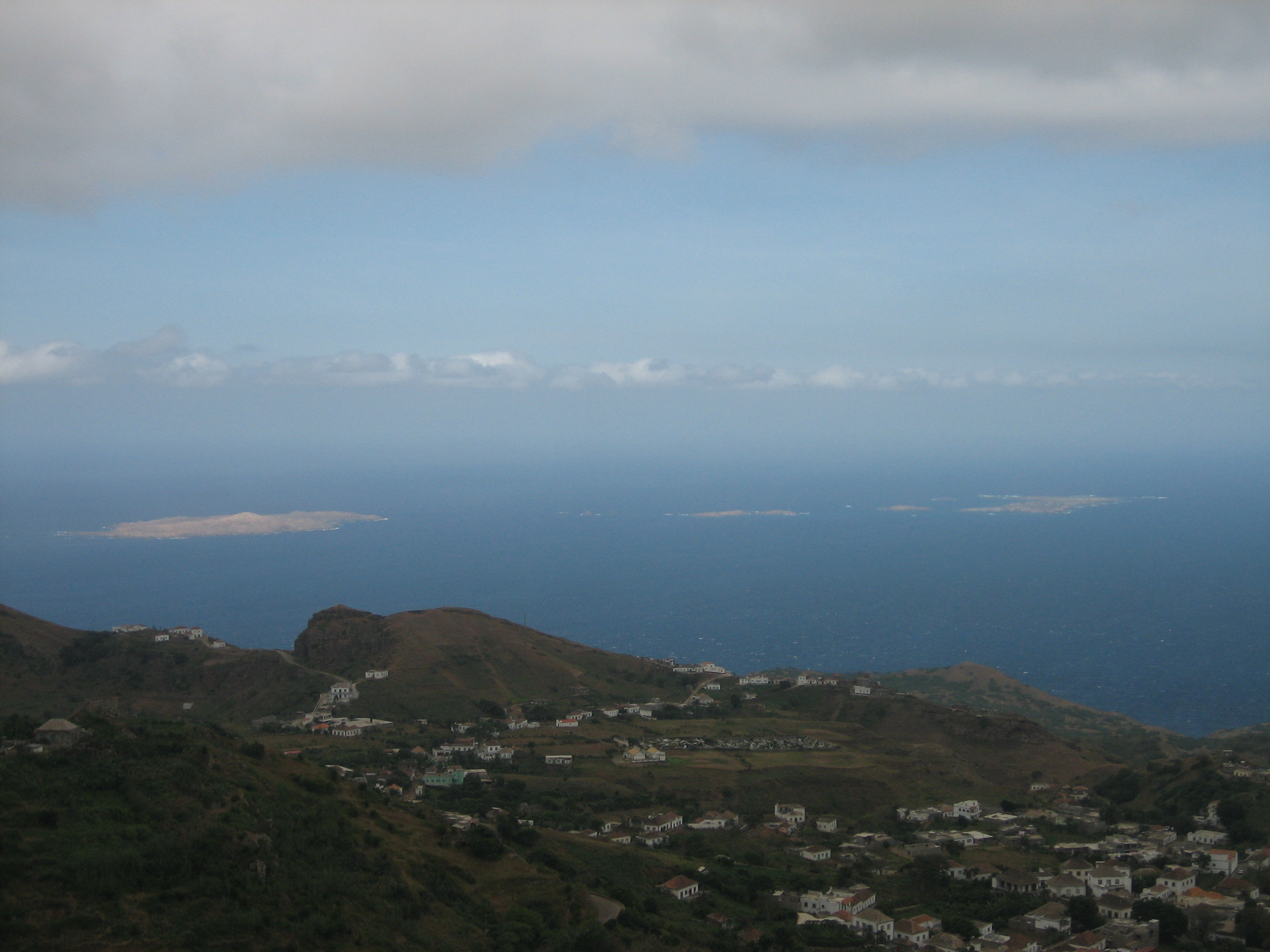
Os Ilhéus Secos visto da Brava

Os principais ilhéus são o Ilhéu Grande (300 ha), a oeste, e o Ilhéu de Cima, a leste (150 ha).
Situada-se 8 km noroeste da Brava e 15 km oeste do Fogo.
É desabitado e é o habitat de várias espécies endémicas incluido falcões peregrinas, tartarugas do mar e Tarentola gigas.ref>«Reptile Database» (em inglês). Consultado em 14 de abril de 2014</ref>